# Need You Tonight
Need You Tonight è un brano musicale del gruppo australiano degli INXS, pubblicato nel 1987.

## Il brano
Il brano è stato scritto da Andrew Farriss e Michael Hutchence e prodotto da Chris Thomas. 
Si tratta del primo singolo estratto da Kick, sesto album in studio della band. 
Nell'autobiografia ufficiale di INXS, INXS: Story to Story, Andrew Farriss ha detto che il famoso riff della canzone è apparso improvvisamente nella sua testa mentre aspettava un taxi per andare all'aeroporto per volare a Hong Kong. Ha chiesto al tassista di aspettare un paio di minuti mentre prendeva qualcosa dalla sua stanza di motel. Infatti, salì per registrare il riff e tornò giù un'ora dopo con un nastro per un autista molto seccato.
La canzone è una traccia molto più elettronica della maggior parte del materiale della band prima o dopo, combinando sequencer con tracce di batteria regolari e un numero di tracce di chitarre a strati. Per approssimare il suono sulla traccia registrata, la band utilizza spesso le tracce di clic per un frequente accordo di sintetizzatore così come i colpi di rim sentiti per tutta la canzone.
Il riff del brano è stato in seguito ripreso da Dua Lipa nel suo singolo Break My Heart del 2020.

## Il video
Il video della canzone, diretto da Richard Lowenstein, combina azioni in live action ad elementi animati.
Esso è chiamato Need You Tonight/Mediate in quanto combina due brani dell'album Kick.
Ha vinto cinque premi nell'ambito degli MTV Video Music Awards 1988.

## Formazione
- Michael Hutchence - voce
- Tim Farriss - chitarra
- Kirk Pengilly - chitarra,  cori
- Garry Beers - basso, cori
- Andrew Farriss - tastiere
- John Farriss - batteria

## Tracce
7"
1. Need You Tonight - 3:00
2. I'm Coming (Home) - 4:54

## Classifiche

### Posizioni in classifica
| Classifica (1987–1988)               | Posizione |
| ------------------------------------ | --------- |
| Australia (Kent Music Report)        | 3         |
| Italia (FIMI)                        | 8         |
| Regno Unito (Official Singles Chart) | 2         |
| Stati Uniti (Billboard Hot 100)      | 1         |

### Classifiche di fine anno
| Classifica (1988) | Posizione |
| ----------------- | --------- |
| Italia            | 45        |